# Classe Vassili Bykov
La classe Vassili Bykov connue également sous le nom de Projet 22160 est une classe de patrouilleurs hauturiers lance-missiles de la fédération de Russie.

## Historique
Ces patrouilleurs sont construits par le chantier naval de Zelenodolsk anciennement connu sous le nom de Gorki. Le constructeur allemand MAN SE devait livrer les turbines pour le Projet 22160, dont seule la première unité a reçu sa dotation à la suite des sanctions dues à la crise de Crimée. Le chantier naval a dû se tourner vers des fournisseurs chinois (turbines) et russe (réducteur) NPO Saturn RY .
L'unité tête de série, le Vassili Bykov, a été admise au service actif dans la flotte de la mer Noire en décembre 2018. Deux unités de ces nouveaux patrouilleurs sont en cours de construction en mars 2019 au chantier naval Zaliv (Kertch), repris unilatéralement en main en 2014 par le chantier naval de Zelenodolsk.
En juin 2022, 4 sont en service, la cinquième devant être livrée en décembre 2022, et la sixième et dernière en 2023. À la suite de l'invasion de l'Ukraine par la Russie en 2022, un renforcement de la défense antiaérienne est annoncé avec l'installation de missiles Tor-M2KM.
Selon le media TASS, le projet d'une série supplémentaire de six corvettes est annulé en raison de « leurs qualités tactiques et techniques incompatibles avec les conditions de combat. »
Il est expliqué que les marins ne sont pas tout à fait satisfaits des caractéristiques et de l'équipement des corvettes testées lors de leur utilisation au combat - navigabilité insuffisante, blindage trop léger et vulnérabilité des centrales électriques, ainsi que des armes antiaériennes faibles.

## Galerie d'images

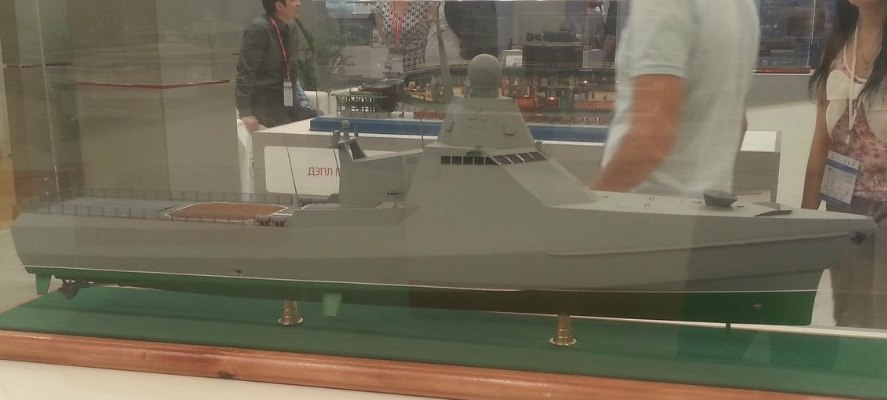
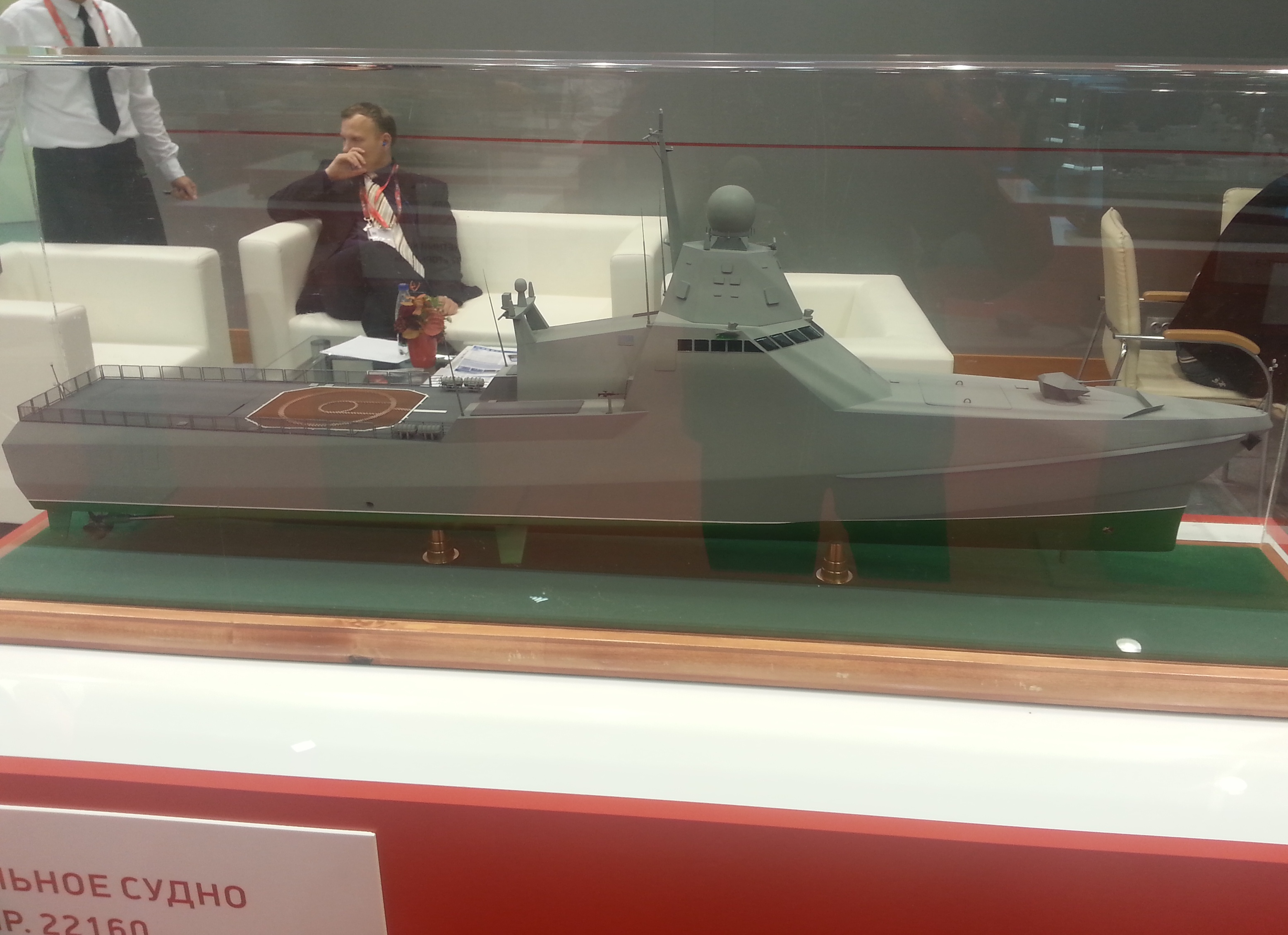
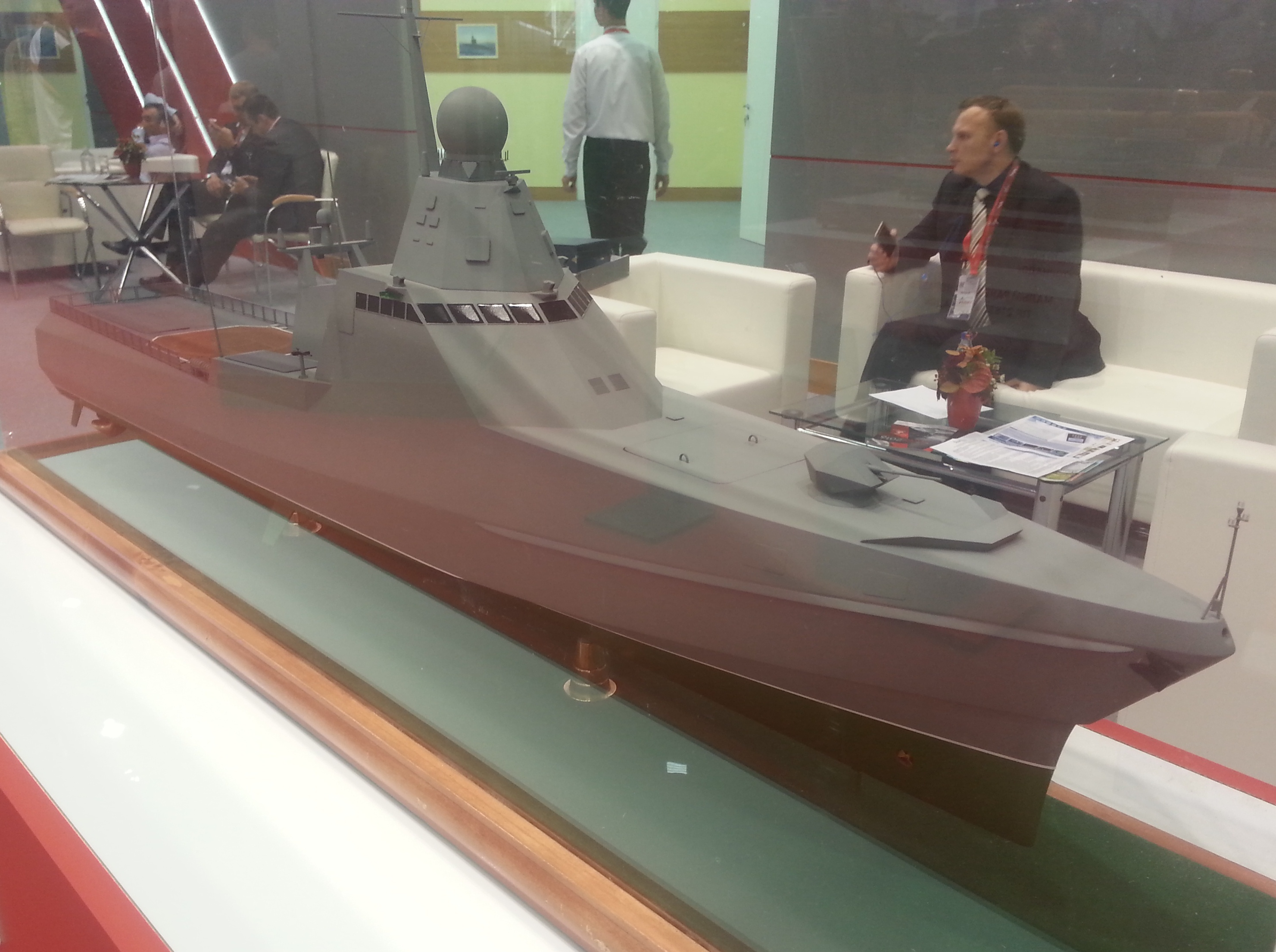
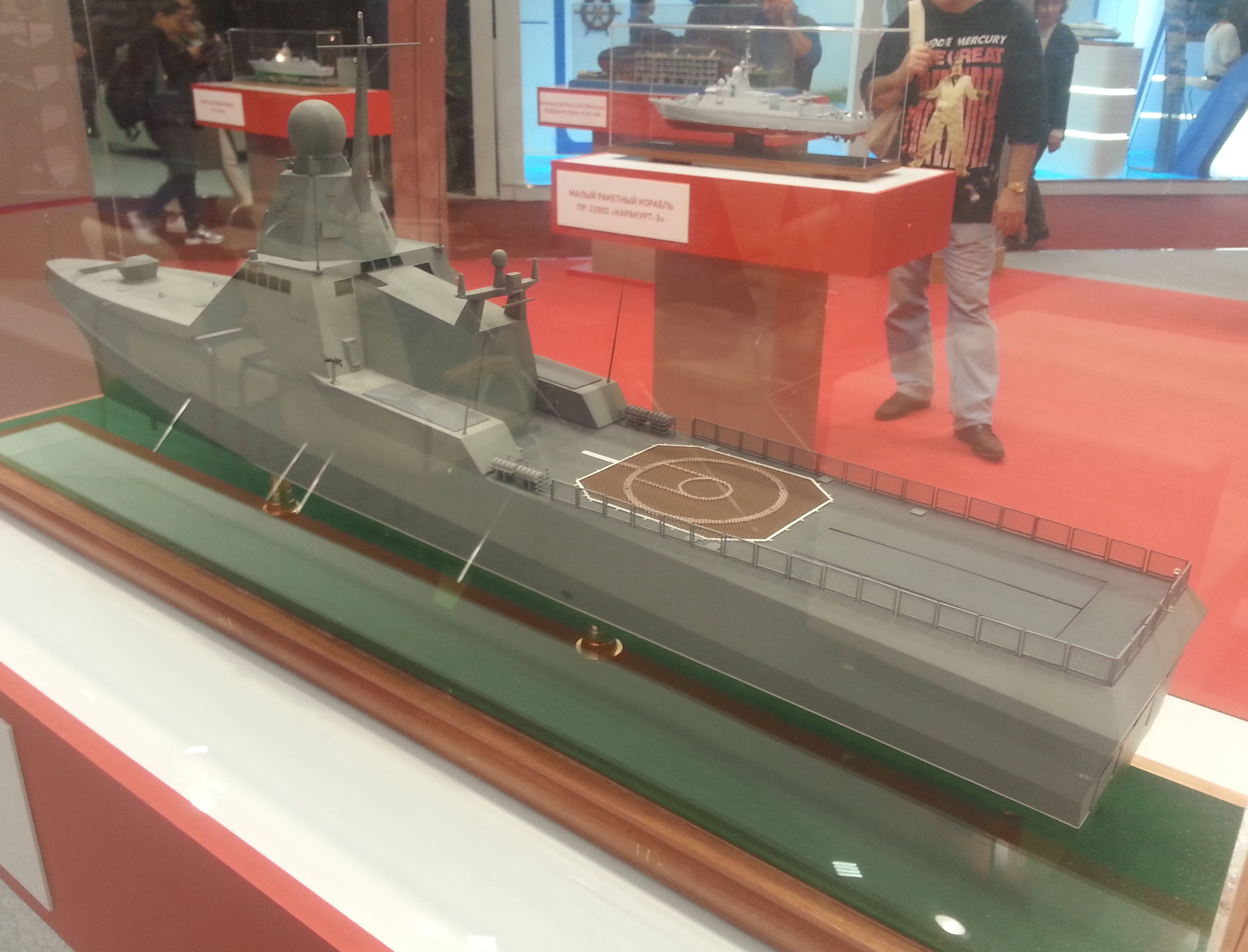

## Navires de la classe
| Nom                | Constructeurs                 | Mise sur cale    | Lancement       | Entrée en service | Flotte    | Statut (2023)        |
| ------------------ | ----------------------------- | ---------------- | --------------- | ----------------- | --------- | -------------------- |
| Vassili Bykov      | chantier naval de Zelenodolsk | 26 février 2014  | 28 août 2017    | 20 décembre 2018  | Mer Noire | En service           |
| Dmitri Rogatchev   | chantier naval de Zelenodolsk | 25 juillet 2014  | fin 2017        | 11 juin 2019      | Mer Noire | En service           |
| Pavel Derjavine    | Chantier naval Zaliv          | 18 février 2016  | 21 février 2019 | 27 novembre 2020  | Mer Noire | En service           |
| Sergueï Kotov      | Chantier naval Zaliv          | 8 mai 2016       | 29 janvier 2021 | 30 juillet 2022   | Mer Noire | Détruit (mars 2024), |
| Viktor Veliki      | chantier naval de Zelenodolsk | 25 novembre 2016 | 7 mai 2024,     | 2025              | Mer Noire | Lancé                |
| Nikolaï Sipiaguine | chantier naval de Zelenodolsk | 13 janvier 2018, |                 | 2025              | Mer Noire | En construction      |